# Andreas Dorau
Andreas Dorau (19 januari 1964) is een Duits zanger.

## Levensloop en carrière
Dorau schreef zijn eerste hit Fred vom Jupiter al op 15-jarige leeftijd. Het nummer werd uitgebracht in 1981. Buiten Duitsland werd Dorau pas vele jaren later bekend. In 1996 bracht hij de hit Girls in Love uit, waarmee hij ook scoorde in Frankrijk en België.

## Discografie
| Single met hitnotering(en) in de Vlaamse Ultratop 50 | Datum van verschijnen | Datum van binnenkomst | Hoogste positie | Aantal weken | Opmerkingen |
| ---------------------------------------------------- | --------------------- | --------------------- | --------------- | ------------ | ----------- |
| Girls in Love                                        | 1996                  | 01-11-1997            | 13              | 12           |             |

- Bibliothèque nationale de France: cb14032789b (data)
- Gemeinsame Normdatei: 134361210
- International Standard Name Identifier: 0000 0000 5515 581X
- Library of Congress Control Number: no2014126113
- MusicBrainz: d3281dc6-1484-4627-a344-3715347952e0
- Virtual International Authority File: 305255616